# Ignazio Isler
Padre Ignazio Isler (Torino, 1702 – Torino, 7 agosto 1788) è stato un religioso, scrittore e poeta italiano.

## Biografia
Nato a Torino da famiglia di origini svizzere, entrò nell'Ordine della Santissima Trinità e venne ordinato sacerdote nella chiesa della Crocetta, di cui fu curato per molti anni, per poi divenire Padre provinciale.
Fu l'antesignano della moderna letteratura piemontese, precursore di Edoardo Ignazio Calvo e Angelo Brofferio. Scrittore piuttosto prolifico, creò in lingua piemontese brani musicali e canzonette, prevalentemente di argomento profano, che componeva sul cembalo e sull'organo. Sono rimaste famose le ballate Ël Testament ëd Giaco Tross ("Il testamento di Giacomo Torsolo"), Le deformità d'una Figlia che, stimandosi bella, vuol maritarsi e altre ancora vive oggi nella memoria popolare piemontese. Questi canti sono improntati ad un tono satirico, triste ma godereccio, il quadro di una situazione popolare ove imperavano miseria, carestia, morte e dove il popolano, approfittando delle poche occasioni che gli offriva la vita, tendeva a soddisfare nel modo più grossolano i propri semplici e primitivi desideri (ricordano in un certo senso i quadri del Dürer).
Morì di gotta in tarda età nel Convento della Crocetta dove aveva sempre vissuto e dove fu sepolto dietro l'altare Maggiore.